# Dead Space 2
Dead Space 2 é um jogo de tiro em terceira pessoa de estilo survival horror e ficção científica lançado em 2011 para PlayStation 3, Xbox 360 e para PC, desenvolvido pela Visceral Games e distribuído pela Electronic Arts. Lançado em 2011, conta com uma sequência intitulada Dead Space 3.

## Enredo
Dead Space 2 se passa três anos após o ocorrido nos acontecimentos de Dead Space, também protagonizado por Isaac Clarke, que acorda em um hospital em uma colônia humana, The Sprawl, localizada em uma das luas de Saturno, Isaac não tem memória sobre os últimos 3 anos, quando ocorreu o incidente na Ishimura, acaba sendo acordado no hospital por Franco, protagonista de Dead Space Ignition, porém, antes que Franco liberte Isaac de sua camisa de força, ele é atacado e transformado em um necromorph e Isaac tem de fugir deles ainda usando sua camisa de força, até que encontra um homem que o solta de sua camisa de força e logo depois comete suicídio, deixando para Isaac uma lanterna e um med pack, então Isaac segue seu caminho, quando entra em contato com uma mulher chamada Daina que oferece ajuda a ele dizendo poder cura-lo dos problemas psicológicos que ele adquiriu, porém, ao chegar a Daina, dois guardas o prendem e ela se revela uma unitologista que tentava recaptura-lo para que construísse mais markers (artefato venerado pelos unitologistas, criado por eles e que causa demência e outros efeitos inconvenientes), porém, nesse momento, uma nave abre fogo contra eles, matando Daina e dando chance a Isaac para escapar, e então ele começa a seguir caminho para se encontrar com Nolan Stross, outro paciente que ajudou a construir o marker, que já havia contatado Isaac, antes, então, relutante ele decide se juntar a Stross para destruir o Marker. Isaac também aceita a partida de sua namorada morta, Nicole, que para de atormenta-lo e passa ajudar ele em seu caminho, inclusive indicando que ele entre numa máquina que ativa certas partes do cérebro afetadas pelo Marker. Nesse caminho, ele cruza com Ellie Langford, sobrevivente dos acontecimentos envolvendo os necromorphs, que primeiramente age de forma relutante a ajudar Isaac, mas depois alia-se a ele para escapar  de lá. Em seu caminho, Tiedemann lança vários obstáculos para mata-los, tentando de forma ineficaz impedir os planos deles. Depois, a demência de Stross faz com que ele se rebele contra Ellie, atacando-a e arrancando seu olho com uma agulha de seringa, e fazendo Isaac mata-lo. Ao chegar ao setor do governo, Ellie encontra uma nave que serviria de fuga para eles dois, porém, Isaac lança a nave apenas com Ellie, embora esta proteste. Isaac diz que não poderia salvar Nicole, mas que salvaria ela. Então ele segue seu caminho, sendo guiado por Nicole, até chegar ao Marker, onde Tiedemann tenta matá-lo como último sacrifício para salvar o Marker, falhando de novo, então, Isaac encontra Nicole ao se aproximar do Marker. Ela o abraça, agradece e diz "é hora de morrer", então entra nas partes do cérebro que foram ativadas pelo Marker, tentando fazer com que Isaac seja consumido pelo Marker. Isaac consegue derrotar Nicole e destruir o Marker, e volta a sua consciência, e se conforma, angustiado, que morrerá junto aos destroços, então ele recebe uma chamada de Ellie, que entra no local onde está o Marker e salva Isaac. No final há uma referência ao final de Dead Space, quando Isaac acorda na nave e fica um certo tempo com sua expressão deprimida, então, ele olha para o lado, como acontece em Dead Space, porém, ele encontra Ellie, que lhe pergunta "qual o problema".
Há uma mensagem de áudio no final dos créditos entre duas pessoas na qual um subordinado e seu superior (conhecido como "o Overseer" em um dos documentos encontrados durante o jogo). Eles conversam, com o subordinado falando que a Titan Station, local onde o Marker estava localizado, e o Marker estavam destruídos. O Overseer responde dizendo que os outros terão que juntar os pedaços.

## Jogabilidade
Dead Space 2 é um survival horror de tiro em terceira pessoa, o jogador controla Isaac Clarke, um engenheiro, observando o jogo sobre a perspectiva da câmera sobre seu ombro, não há HUD (heads-up display), tudo que é visto também faz parte do cenário do game, como a vida, cujo nível é mostrado na armadura no local onde fica a coluna de Isaac, ou as cargas de Stasis, localizadas ao lado da vida. Textos e tutorias são mostrados em telas que também fazem parte do game, podendo ser "vistas" pelo próprio Isaac. A munição das armas é mostrada quando o jogador entra no modo de mira. Também há a disposição de certas habilidades, que auxiliarão Isaac durante o percurso do jogo, como o Stasis, que deixa certos objetos e inimigos mais lentos e o Kinesis, que é usado para manipular certos objetos, que serão usados para liberar o caminho ou auxiliar nas lutas contra necromorphs. Os jogadores encontram também áreas de gravidade zero, já existentes no primeiro jogo, porém, dessa vez, Isaac realmente flutua e voa na gravidade zero, utilizando propulsores existentes em suas armaduras. As armas tem propriedades individuais e todas dispõe de dois modos de tiro, um normal e um alternativo, que tem efeitos diferentes. O sistema de upgrade das armas é feito usando "Power Nodes" encontrados durante o jogo, que servirão para definir que atributos serão aprimorados no upgrade das mesmas.
O jogo dispõe de 5 níveis de dificuldade: Casual, Normal, Survivalist, Zealot e Hard Core, sendo este último desbloqueado depois da que o jogador termina o jogo pela primeira vez, munição, vida, suprimento e créditos são escassos e os inimigos brutais.

### Multiplayer
Há o modo multiplayer no qual os jogadores jogam partidas online nas quais são divididos em necromorphs e humanos, no qual os humanos tentam executar um determinado objetivo e os necromorphs impedi-los. Os jogadores que controlam humanos tem disposição de duas armas. Os jogadores que controlam necromorphs dispõe de quatro opções: Pack, Pukers, Lurkers e Splitters.

## Personagens

### Isaac Clarke
Protagonista do jogo. É um engenheiro atormentado por alucinações causadas pela demência que adquiriu no primeiro jogo. Diferentemente do primeiro game, neste Isaac fala e mostra seu rosto com frequência. Dublado por Gunner Wright.

### Nicole Brennan
Ex-namorada de Isaac, aparece apenas em alucinações causadas pela demência de Isaac. Suas expressões e dublagem foram feitas por Tanya Clarke.

### Ellie Langford
Piloto de equipamento pesado da CEC, uma das poucas sobreviventes ao ataque dos necromorphs. Sua dublagem e expressões faciais são feitas por Sonita Henry.

### Nolan Stross
Um cientista com problemas psicológicos que depois de sobreviver aos acontecimentos de Dead Space: Aftermath, e sobreviveu ao ataque dos necromorphs no Sprawl, sofre de demência por causa da exposição a pedaços do Maker. Ficou totalmente insano após o contato com o Marker e acabou por matar sua esposa e seu filho. Foi levado ao Sprawl onde sofreu lavagens cerebrais e foi usado para pesquisas pelo time psiquiátrico de Tiedemann. Curt Cornelius foi responsável por sua dublagem e expressões faciais. yes

### Hans Tiedemann
Direitor da Titan Station, local onde fica localizado o Marker e principal autoridade do governo no Sprawl. Lester Purry foi responsável por sua dublagem e expressões faciais.

### Daina Le Guin
Unitologista fanática, é a primeira a entrar em contato com Isaac após sua fuga do laboratório psiquiátrico. Voz e expressões faciais feitas por Tahyna Tozzi.